# Csutorás Csaba
Csutorás Csaba (Budapest, 1937. szeptember 13. – 2014. augusztus 25. előtt) magyar bajnok rövidtávfutó, az 1960. évi és az 1964. évi nyári olimpiai játékok résztvevője, edző.

## Pályafutása
Universiade-győztes volt a férfi 4 × 100 méteres váltóban 1963-ban.
Háromszor nyert magyar bajnokságot 400 méteres síkfutásban: 1958, 1959, 1962.
1960-ban 200 és 400 méteren indult az olimpián, 1964-ben 100 és 200 méteren és a 4 × 100-as váltóban.

## Egyéni csúcsai
- 100 méter: 10,3 (1964)
- 200 méter: 20,7 (1964)
- 400 méter: 46,7 (1962)